# Tschirpen
Der Tschirpen (2728 m ü. M.) ist ein Berg in den Plessur-Alpen im Kanton Graubünden in der Schweiz. Er steht auf dem Gebiet der Gemeinde Arosa an der Grenze zu Chur.

## Lage und Beschreibung
Der Tschirpen liegt als Teil der Zentralen Plessurberge zwischen dem Hörnligrat und dem Parpaner Weisshorn. Zusammen mit diesem bildet er als langgezogener Grat den südlichen Abschluss des Urder Augstbergs. Sein Südostgrat fällt gegen Schafälpli beziehungsweise Schaftällihorn ab und bildet mit dessen Ende den natürlichen Riegel des Älplisees. Der Nordgrat, der mit einem Klettersteig erschlossen ist, geht lückenlos in den Hörnligrat über. Die Nordostflanke fällt steil gegen die Verborgenen Weng oberhalb von Hauen- und Schwellisee ab. Dem Ostabbruch ist ein Felsturm vorgelagert, den man aus der Scharte zwischen Turm und Wand über einen etwa zehn Meter hohen Absatz erklettern kann. Die Gipfelaussicht ist beschränkt, bietet aber einen interessanten Tiefblick auf den Urdensee und das Aroser Tal. Der Name Tschirpen leitet sich wahrscheinlich von "Scherben" (Bergtrümmer) ab.

## Geologie und Bergbau
Der Tschirpen ist Namensgeber der Tschirpen-Decke, einem ostalpinen Ablagerungsraum aus dem Mesozoikum, der grossteils unter der Aroser-Dolomiten-Decke und der Silvretta-Decke liegt. Die Weisshorn-Plattenhorn-Kette, ein Teil der Aroser Schuppenzone, taucht von Nordosten her unter den Tschirpen ein.
Vom 23. Juli bis zum 31. August 2016 wird auf der Ostseite des Tschirpen im Rahmen der begehbaren Land Art Installation «Grenzland» optisch auf das Aufeinandertreffen von europäischen und ursprünglich afrikanischen Gesteinsmassen aufmerksam gemacht. Dies geschieht mit 49 Markierungen aus reflektierendem Solar-Material, beweglichen Objekten, die an drei Meter langen Stäben montiert sind.
Wie am Aroser und Parpaner Rothorn sowie am Erzhorn und Guggernellgrat wurden auch am Tschirpen in früheren Zeiten Eisenerze abgebaut und im Schmelzofen in der Isel verhüttet. Die Stollen, in denen vorwiegend Hämatit gewonnen wurde, befanden sich in den Verborgenen Weng auf rund 2360 m ü. M.

## Routen zum Gipfel

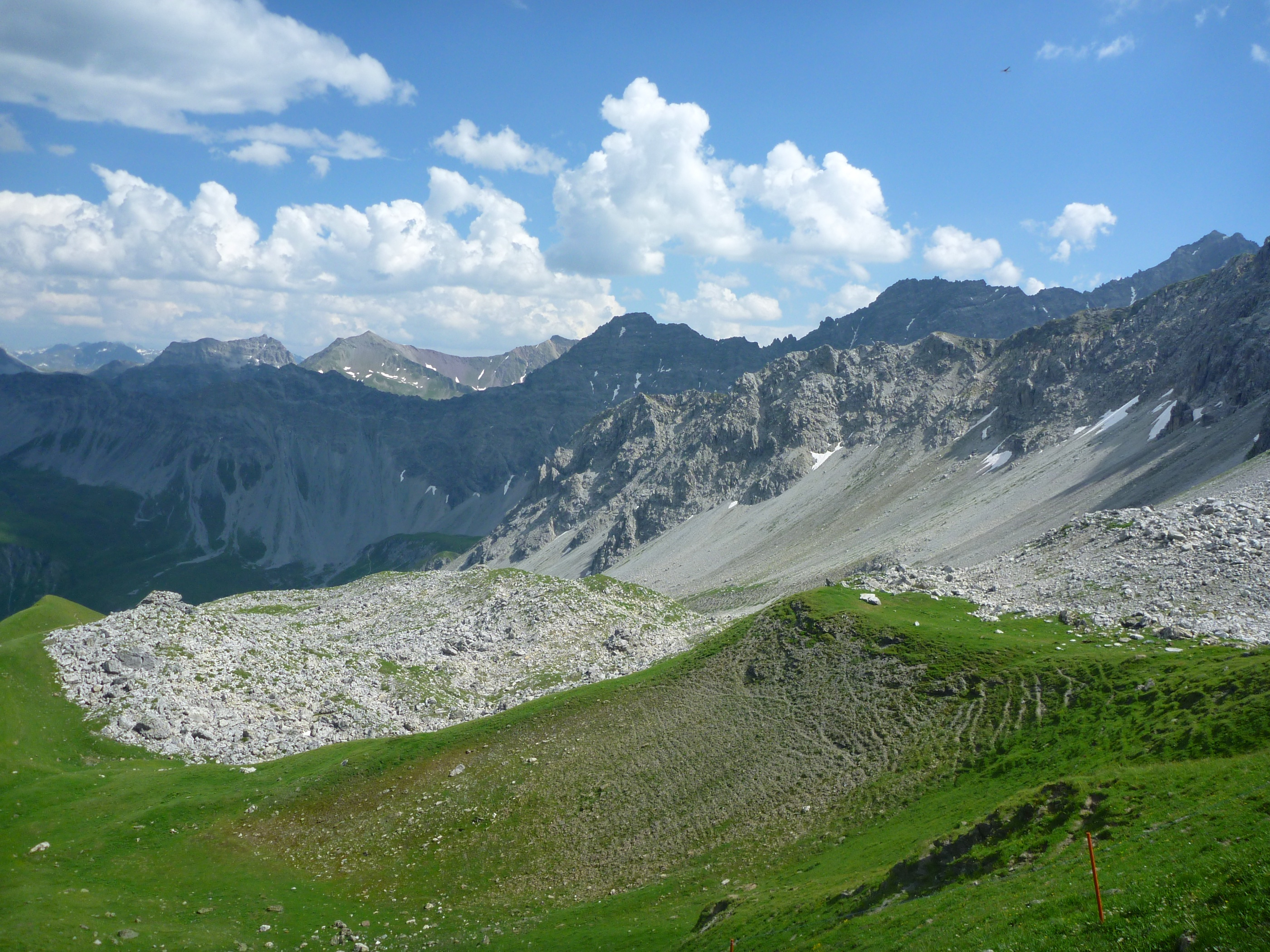
Die Nordostflanke des Tschirpen mit Gesteinsmassengrenze

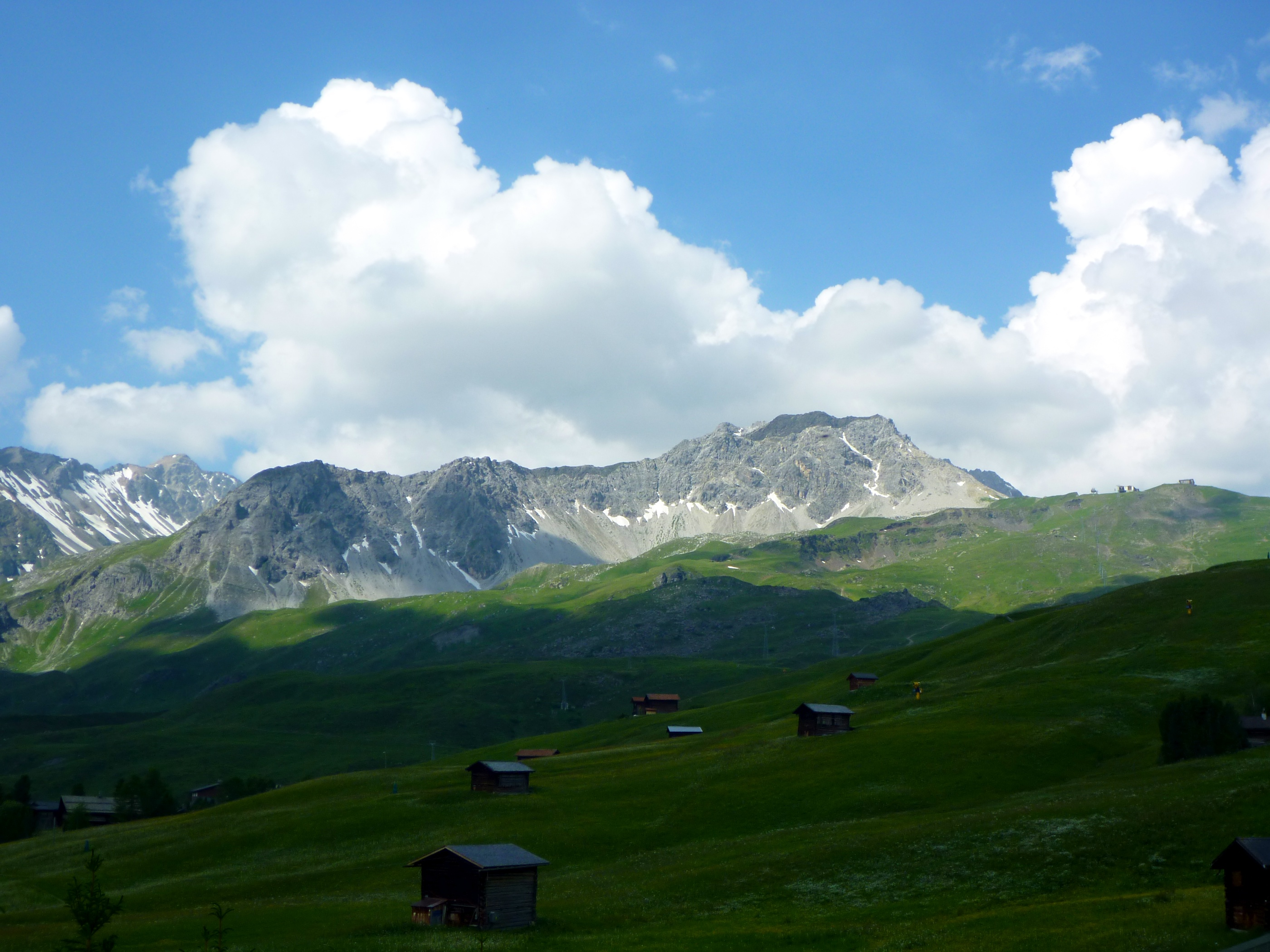
Tschirpen von Innerarosa, hinten links das Aroser Rothorn, rechts der Hörnligrat

### Über den Nordgrat
- Ausgangspunkt: Hörnlihütte (2511 m)
- Schwierigkeit: T4
- Zeitaufwand: 45 Minuten
- Besonderes: Klettersteig (K 2-3) oder ungesicherte Normalroute

### Durch die Südflanke

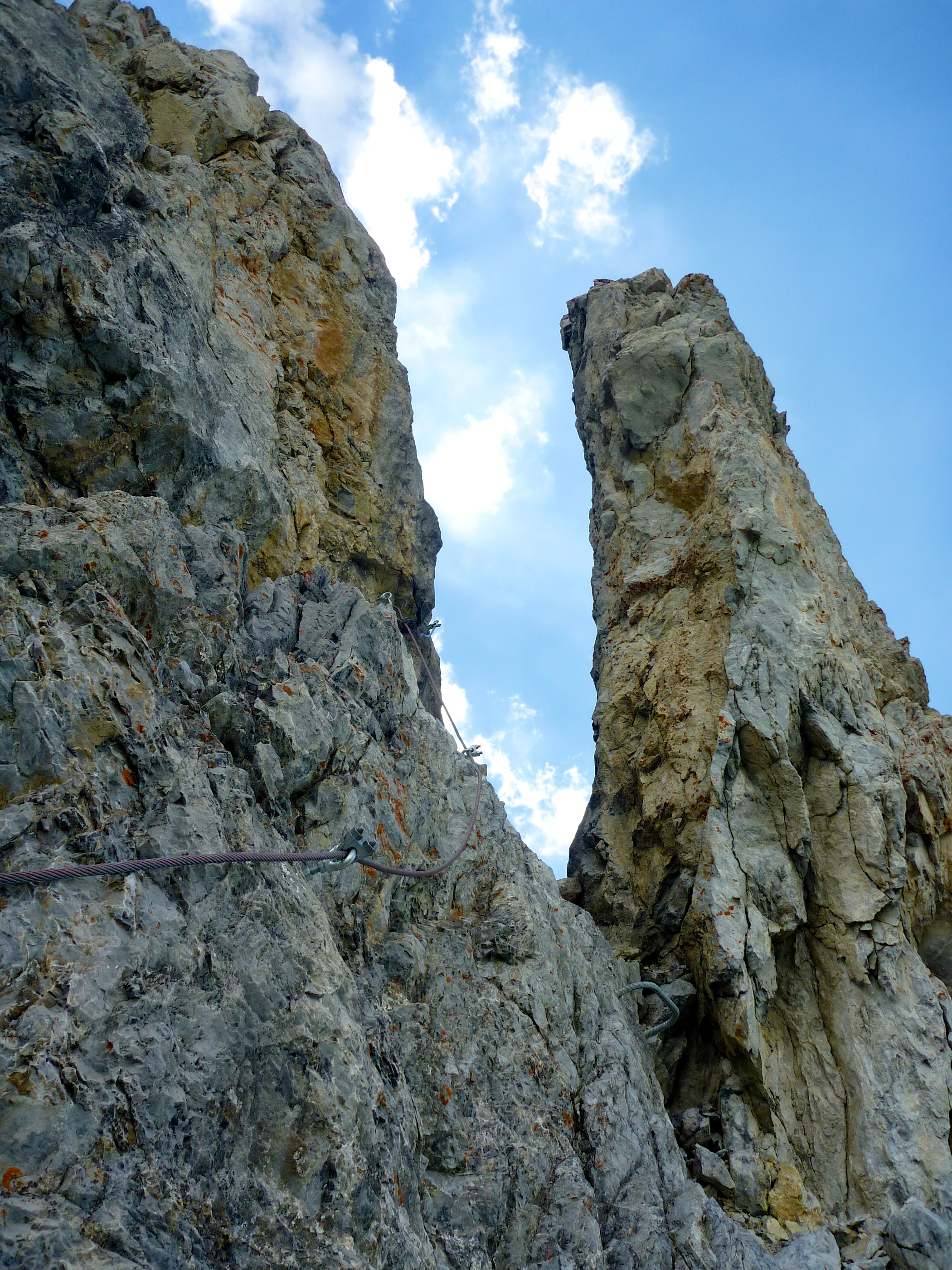
Einstieg Klettersteig Tschirpen

- Ausgangspunkt: Älplisee (2156 m)
- Route: Auf dem Wanderweg bis ins Schafälpli
- Schwierigkeit: T4
- Zeitaufwand: 2 Stunden, von Innerarosa 3,5 Stunden

### Über den Ostgrat
- Ausgangspunkt: Älplisee (2156 m)
- Schwierigkeit: T4
- Zeitaufwand: 1¾ Stunden, 3¼ Stunden von Innerarosa

### Über den Westgrat
- Ausgangspunkt: Parpaner Weisshorn (2824 m)
- Schwierigkeit: T5
- Zeitaufwand: 45 Minuten